# Clichy
 Clichy  es una comuna (municipio) de Francia, en la región de Isla de Francia, departamento de Altos del Sena, en el distrito de Nanterre. La comuna comprende la totalidad del cantón homónimo y parte del de  Levallois-Perret Norte.
Su población en el censo de 1999 era de 50.179 habitantes.
No está integrada en ninguna Communauté de communes.
En esta población se encuentra la sede central de la empresa de bolígrafos Bic.

## Demografía
| Gráfica de evolución demográfica de Clichy entre 1881 y 2007 |
|                                                              |
|                                                              |

## Ciudades Hermanadas
- Rubí